# Daniel Carlsson (rallyförare)

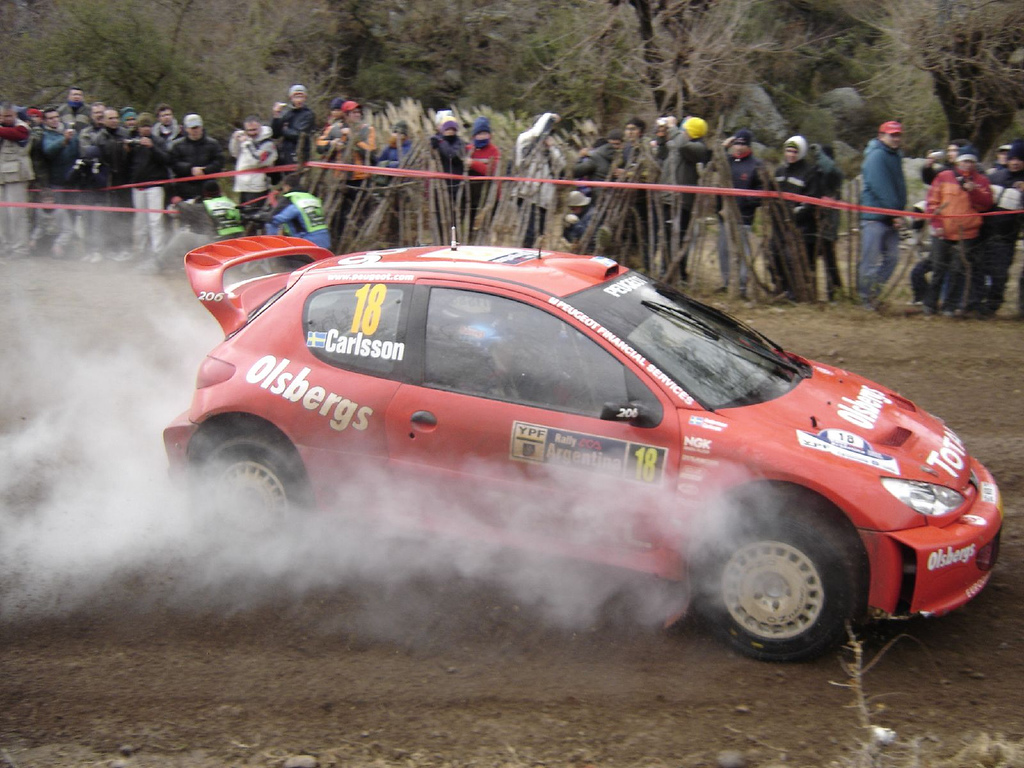
Daniel Carlsson kör en Peugeot 206 WRC vid en rallytävling i Argentina 2005

Daniel Carlsson, född 29 juni 1976 i Säffle, är en svensk tidigare rallyförare. 

## Rallykarriär
Carlsson fick sitt internationella genombrott 2001 då han tillsammans med Olsbergs och Toyota kom sjua i det svenska VM-rallyt. Säsongen 2002 körde han Fords junior-VM bil. Han gjorde en succépremiär i Monte Carlo-rallyt där han kom fyra, men sedan gick säsongen nedåt för Carlsson. 2003 körde han i samma mästerskap, men i Suzukis junior-team. Han var direkt från start mycket snabbare än sina konkurrenter, men efter några mindre lyckade rallyn kom han trea totalt i junior-VM 2003. Detta imponerade på Peugeots VM-team. År 2004 körde han där, med mycket fina resultat. Med dem körde han även år 2005. När Peugeot drog sig ur VM stod han år 2006 utan styrning. Dock har han lyckats att få ihop starter med en Mitsubishi i Svenska rallyt där han sensationellt kom 3:a efter en sekundstrid med italienaren Gigi Galli, även han i en Mitsubishi, och i det finska rallyt där han bröt på en femte plats. 
2007 tecknade Carlsson kontrakt för minst sex tävlingar med OMV Kronos Citroen World Rally Team, samma team som Sébastien Loeb blev världsmästare med år 2006. Säsongen slutade dock med att Carlsson endast slutförde tre av tävlingarna - Sverige, Norge och Portugal.
I slutet av säsongen 2006 lanserade Carlsson WRADD (World Rally Against Drunk Driving) vid en presskonferens i Stockholm. WRADD, som senare bytt namn till KörNykter.nu / DriveSober.eu, är ett enligt uppgift unikt projekt där en idrottsman, Carlsson, använder ett ideellt projekt som ram för hela sin satsning. Tävlingarna i OMV Kronos Citroën körde Carlsson därför med en bil inklädd i WRADD-projektets logotyp och i TV-sportens kommentator Johan Ejeborg myntade under Svenska rallyt 2007 namnet "WRADDmobilen".
Sensäsongen 2007 blev utan tävlingar för Carlsson som jobbade på sin nya satsning inför 2008. Kampanjen mot rattfylleri, som välsignats av infrastrukturminister Åsa Torstensson, MHF, m.fl, fortsatte. Parallellt med denna startade Carlsson dock upp ett samarbete med Nordisk Mobiltelefon AB, som köpt rätten till det gamla NMT450-nätet och piggat upp det för moderna mobila bredbandsanslutningar. Tillsammans lanserade man vid Uddeholm Swedish Rally i februari ett system för att livesända inifrån rallybilen direkt ut på nätet vid tävlingarna. Lanseringen skulle av rättighetsskäl göras vid SM-deltävlingen i Svenska rallyt, men då den tävlingen blev inställd uteblev den publika lanseringen. Vid ett event med pressen under tävlingen visades dock systemet upp för utvalda journalister som fick åka med i bilen samtidigt som de såg systemet leverera bild, ljud, hastighet och position på karta i realtid.
Trots sitt stora engagemang mot rattfylleri och de stipendier han mottagit stannades Carlsson på morgonen den 22 juni 2008 i en nykterhetskontroll där han blåste positivt för rattfylla. Han hade varit på midsommarfest kvällen innan och endast sovit fem timmar innan han satte sig bakom ratten morgonen efter. Han kände sig bakfull, men hade ingen tanke på att han var rattonykter.
Sedan dess har han endast deltagit i en rallytävling, South Swedish Rally 2009.